# Abderrahim Gumrí
Abderrahim Gumrí ( 21. května 1976 – 19. ledna 2013, Temara) byl marocký atlet, běžec na dlouhých tratích.
Získal tři bronzové a jednu stříbrnou medaili na mistrovství světa v přespolním běhu v soutěžích družstev, nejlepšího individuálního výsledku dosáhl sedmým místem v roce 2002.
Na dráze dosáhl na osmé místo v běhu na 10 000 metrů na mistrovství světa v roce 2005, startoval na olympijských hrách v Aténách v roce 2004 a na trati 5000 m tam skončil třináctý.
V pozdějším věku se přeorientoval na maraton, kde zaznamenal řadu úspěchů. Na olympijských hrách v Pekingu obsadil 20. místo, ale byl několikrát na stupních vítězů v Londýnském maratonu (2007: 2. místo, 2008: 3. místo). Jeho čas z roku 2008 (2:05:30) byl v té době šestý nejlepší v celé historii a zůstal jeho osobním rekordem. Doběhl druhý také v New Yorku v letech 2007 a 2008 a v Chicagu v roce 2009.
V roce 2011 vyhrál maraton v Soulu. Na olympijské hry do Londýna se nedostal, protože u něj krevní testy odhalily abnormální hodnoty ve srovnání s údaji v biologickém pasu, což naznačovalo užití dopingu.
Zahynul 19. ledna 2013 při autonehodě, při které byli vážně zraněni jeho spolucestující bahrajnští vytrvalci Rašíd Ramzí a Júsif Baba.